# Puchar Polski w piłce nożnej plażowej 2017
Puchar Polski w piłce nożnej plażowej 2017 – 15. edycja Pucharu Polski w piłce nożnej plażowej, który odbędzie się w dniach 23-25 czerwca 2017 roku na plaży w Gdańsku pod patronatem Polskiego Związku Piłki Nożnej.

## Formuła rozgrywek
24 maja w siedzibie Polskiego Związku Piłki Nożnej odbyło się losowanie grup Pucharu Polski. W losowaniu udział wzięli wiceprezes ds. piłkarstwa amatorskiego PZPN Jan Bednarek oraz prezes Łódzkiego Związku Piłki Nożnej Adam Kaźmierczak. W grupach rozstawione zostały drużyny zwycięzców, finalistów oraz półfinalistów Pucharu Polski 2016, do których dolosowano pozostałe zespoły.
| Grupa | Drużyna                            |
| ----- | ---------------------------------- |
| 1     | KP Łódź                            |
| 1     | Vitasport Zdrowie Garwolin         |
| 1     | BSCC SAN AZS Łódź                  |
| 1     | Red Devils Urbaniak Eltom Chojnice |
| 2     | Tonio Team Sosnowiec               |
| 2     | Dragon Bojano                      |
| 2     | UKS Milenium Gliwice               |
| 2     | Team Słupsk Adkonis                |
| 3     | Omida Hemako Sztutowo              |
| 3     | Pro-Fart Głowno                    |
| 3     | KP Rapid Lublin                    |
| 3     | Zgoda Chodecz Beach Soccer Team    |
| 4     | Grembach Łódź                      |
| 4     | Silesia Becpak Firtech Warszawa    |
| 4     | Boca Gdańsk                        |
| 4     | Futsal & Beach Soccer Kolbudy      |